# Paul Squaglia
Paul Squaglia, né le 3 juillet 1964 à Bastia, est un footballeur français évoluant au poste de défenseur.
Formé au SEC Bastia, il intègre l'équipe première lors de la saison 1983-1984 alors que le club joue en élite.
En janvier 1986, jouant peu, il s'engage avec l'Olympique lyonnais en D2 mais n'y reste que six mois.
Il prend ensuite la direction du Chamois niortais football club dès la saison 1986-1987 et obtient la promotion en D1, mais l'équipe termine 18e et échoue aux barrages de maintien/accession face au SM Caen.
Il rejoint ensuite le Nîmes Olympique lors de la saison 1989-1990, toujours en D2 et obtient la saison suivante l'accession en D1 il met alors fin à sa carrière professionnelle.